# 吳駿義
吳駿義（英語：Toby Ng，1985年10月8日—），生於加拿大温哥华一个香港移民家庭。現為加拿大男子羽毛球運動員，專長雙打項目。

## 簡歷
2009年，吳駿義因贏得2008年加拿大全國冠軍賽男子雙打銅牌及闖進美國羽毛球公開賽四強等成績，獲卑詩省省長頒發「2009年優秀運動員省長獎」。
2010年，吳駿義夥拍高博先後贏得秘魯國際賽和加拿大國際挑戰賽混合雙打冠軍。

### 2017世锦赛
2017年8月，吳駿義參加苏格兰格拉斯哥舉行的世界羽毛球錦標賽，他和雷切尔·洪德里克出戰混合双打項目。首圈激战三局以1比2（14-21、25-23、18-21）不敌印度尼西亚的卢基·阿普里·努格洛侯/里琳·阿米莉亚，48强止步。

## 主要比賽成績
只列出曾進入準決賽的國際賽事成績：
| 年份   | 賽事                   | 公開賽級別 | 項目     | 拍檔              | 成績   |
| ------ | ---------------------- | ---------- | -------- | ----------------- | ------ |
| 2007年 | 泛美洲羽毛球錦標賽     | 其他       | 男子雙打 | Kyle Holoboff     | 季軍   |
| 2008年 | 美國羽毛球大獎賽       | 大獎賽     | 男子雙打 | William Milroy    | 準決賽 |
| 2008年 | 泛美洲羽毛球錦標賽     | 其他       | 男子雙打 | William Milroy    | 冠軍   |
| 2008年 | 泛美洲羽毛球錦標賽     | 其他       | 混合雙打 | Valerie Loker     | 亞軍   |
| 2009年 | 加拿大羽毛球國際挑戰賽 | 國際挑戰賽 | 混合雙打 | 高博              | 準決賽 |
| 2009年 | 美國羽毛球大獎賽       | 大獎賽     | 男子雙打 | William Milroy    | 準決賽 |
| 2009年 | 美國羽毛球大獎賽       | 大獎賽     | 混合雙打 | 高博              | 準決賽 |
| 2009年 | 泛美洲羽毛球錦標賽     | 其他       | 混合團體 | －                | 冠軍   |
| 2009年 | 泛美洲羽毛球錦標賽     | 其他       | 混合雙打 | 高博              | 冠軍   |
| 2010年 | 秘魯羽毛球國際賽       | 國際挑戰賽 | 混合雙打 | 高博              | 冠軍   |
| 2010年 | 加拿大羽毛球國際挑戰賽 | 國際挑戰賽 | 混合雙打 | 高博              | 冠軍   |
| 2010年 | 泛美洲羽毛球錦標賽     | 其他       | 混合團體 | －                | 冠軍   |
| 2010年 | 泛美洲羽毛球錦標賽     | 其他       | 混合雙打 | 高博              | 冠軍   |
| 2010年 | 聖多明哥羽毛球公開賽   | 國際系列賽 | 混合雙打 | 高博              | 冠軍   |
| 2011年 | 巴西羽毛球國際賽       | 國際挑戰賽 | 混合雙打 | 高博              | 準決賽 |
| 2011年 | 泛美運動會羽毛球比賽   | 其他       | 混合雙打 | 高博              | 金牌   |
| 2011年 | 加拿大羽毛球國際挑戰賽 | 國際挑戰賽 | 混合雙打 | 高博              | 冠軍   |
| 2012年 | 秘魯羽毛球國際賽       | 國際挑戰賽 | 混合雙打 | 高博              | 冠軍   |
| 2012年 | 美國羽毛球黃金大獎賽   | 黃金大獎賽 | 混合雙打 | 高博              | 準決賽 |
| 2012年 | 加拿大羽毛球大獎賽     | 大獎賽     | 男子雙打 | 吳楷義            | 準決賽 |
| 2012年 | 加拿大羽毛球大獎賽     | 大獎賽     | 混合雙打 | 高博              | 準決賽 |
| 2012年 | 泛美洲羽毛球錦標賽     | 其他       | 混合團體 | －                | 冠軍   |
| 2013年 | 秘魯羽毛球國際賽       | 國際挑戰賽 | 混合雙打 | 高博              | 冠軍   |
| 2013年 | 加拿大羽毛球國際挑戰賽 | 國際挑戰賽 | 混合雙打 | 亚历山德拉·布鲁斯 | 亞軍   |
| 2013年 | 泛美洲羽毛球錦標賽     | 其他       | 混合團體 | －                | 冠軍   |
| 2013年 | 泛美洲羽毛球錦標賽     | 其他       | 混合雙打 | 亚历山德拉·布鲁斯 | 冠軍   |
| 2013年 | 美國羽毛球國際賽       | 國際挑戰賽 | 混合雙打 | 李文珊            | 冠軍   |
| 2014年 | 泛美洲羽毛球錦標賽     | 其他       | 混合團體 | －                | 冠軍   |
| 2014年 | 泛美洲羽毛球錦標賽     | 其他       | 混合雙打 | 亚历山德拉·布鲁斯 | 冠軍   |
| 2014年 | 美國羽毛球國際賽       | 國際挑戰賽 | 混合雙打 | 亚历山德拉·布鲁斯 | 冠軍   |
| 2014年 | 巴西羽毛球國際賽       | 國際挑戰賽 | 混合雙打 | 亚历山德拉·布鲁斯 | 準決賽 |
| 2015年 | 秘魯羽毛球國際賽       | 國際挑戰賽 | 混合雙打 | 亚历山德拉·布鲁斯 | 準決賽 |
| 2015年 | 泛美運動會羽毛球比賽   | 其他       | 混合雙打 | 亚历山德拉·布鲁斯 | 銀牌   |
| 2015年 | 保加利亞羽毛球國際賽   | 國際挑戰賽 | 混合雙打 | 亚历山德拉·布鲁斯 | 準決賽 |
| 2016年 | 巴西羽毛球國際賽       | 國際系列賽 | 混合雙打 | 亚历山德拉·布鲁斯 | 冠軍   |
| 2016年 | 秘魯羽毛球國際賽       | 國際挑戰賽 | 混合雙打 | 亚历山德拉·布鲁斯 | 準決賽 |
| 2016年 | 大溪地羽毛球國際挑戰賽 | 國際挑戰賽 | 混合雙打 | 亚历山德拉·布鲁斯 | 準決賽 |
| 2016年 | 泛美洲羽毛球錦標賽     | 其他       | 混合團體 | －                | 冠軍   |
| 2016年 | 加拿大羽毛球大獎賽     | 大獎賽     | 男子雙打 | 廖顯邦            | 亞軍   |
| 2016年 | 巴西羽毛球大獎賽       | 大獎賽     | 男子雙打 | B·R·桑吉尔斯      | 準決賽 |
| 2016年 | 巴西羽毛球大獎賽       | 大獎賽     | 混合雙打 | 雷切尔·洪德里克   | 亞軍   |
| 2016年 | 美國羽毛球國際挑戰賽   | 國際挑戰賽 | 男子雙打 | 廖顯邦            | 準決賽 |
| 2016年 | 美國羽毛球國際挑戰賽   | 國際挑戰賽 | 混合雙打 | 雷切尔·洪德里克   | 準決賽 |
| 2017年 | 牙買加羽毛球國際賽     | 國際系列賽 | 混合雙打 | 雷切尔·洪德里克   | 冠軍   |
| 2017年 | 泛美洲羽毛球錦標賽     | 其他       | 混合雙打 | 雷切尔·洪德里克   | 冠軍   |
| 2017年 | 美國羽毛球國際系列賽   | 國際系列賽 | 混合雙打 | 吳宛菱            | 冠軍   |

| 2007-2017年 | 首要超級賽 | 超級賽 | 黃金大獎賽 | 大獎賽 | 國際挑戰賽 | 國際系列賽 | 未來系列賽 | 其他 |

| 2018-2026年 | 總決賽 | 超級1000賽 | 超級750賽 | 超級500賽 | 超級300賽 | 超級100賽 | 國際挑戰賽 | 國際系列賽 | 未來系列賽 | 其他 |

### 奧運會和世錦賽參賽紀錄
|          | 搭檔              | 2009 | 2010 | 2011 | 2012       | 2013 | 2014 | 2015 | 2016 | 2017 | 2018 |
| -------- | ----------------- | ---- | ---- | ---- | ---------- | ---- | ---- | ---- | ---- | ---- | ---- |
| 男子雙打 | William Milroy    | 32強 | －   | －   | －         | －   | －   | －   | －   | －   | －   |
| 男子雙打 | 廖顯邦            | －   | －   | －   | －         | －   | －   | －   | －   | 48強 | －   |
|          |                   |      |      |      |            |      |      |      |      |      |      |
| 混合雙打 | 高博              | －   | 48強 | 48強 | 小組第四名 | －   | －   | －   | －   | －   | －   |
| 混合雙打 | 亚历山德拉·布鲁斯 | －   | －   | －   | －         | －   | 48強 | 32強 | －   | －   | －   |
| 混合雙打 | 雷切尔·洪德里克   | －   | －   | －   | －         | －   | －   | －   | －   | 48強 | 48強 |